# Brenthis bipuncta
Brenthis bipuncta är en fjärilsart som beskrevs av Hoffmann 1914. Brenthis bipuncta ingår i släktet Brenthis och familjen praktfjärilar. Inga underarter finns listade i Catalogue of Life.